# Laura Hojman
Laura Hojman (Sevilla, 17 de maig de 1981) és una guionista, documentalista, productora i directora de cinema espanyola.

## Biografia
Va néixer a Sevilla el 1981. Es va llicenciar en Història de l'Art i Gestió Cultural en la capital andalusa. Quan va començar a treballar al Festival de Cinema Europeu de Sevilla va entrar en contacte amb el món del cinema. Va començar com a documentalista, després com a guionista i finalment va passar a la direcció.
En 2016 juntament amb Guillermo Rojas van crear la productora Summer Films, on s'encarrega del desenvolupament de projectes documentals i de la producció i distribució de cinema independent, d'autor i documental. Als seus treballs solen ser presents la memòria històrica, l'educació, la cultura i la naturalesa.
Va debutar en la direcció amb el documental Tierras solares (2018) que abordava la trajectòria del poeta Rubén Darío, estrenat en la secció DOC.Espanya de la Seminci, festival de cinema de Valladolid. El seu segon film, Antonio Machado. Los días azules (2020) sobre el poeta sevillà es va projectar en el Festival de Cinema Europeu de Sevilla amb una subtil però profunda càrrega emocional construïda a través del relat històric, els testimoniatges i la captura de l'essència dels textos de l'autor que va morir a l'exili en 1939 amb la veu de Pedro Casablanc, la inclusió de breus fragments animats i l'acompanyament musical.
El 2022 va realitzar el documental A las mujeres de España. María Lejárraga, un treball sobre la recuperació de la memòria històrica de la dona. Hojman va descobrir Lejárraga llegint Antonina Rodrigo García, autora andalusa que ha tret de l'oblit dones que van tenir un paper fonamental en la nostra història d'Espanya. Fins a 2022 ha estat l'únic documental espanyol nominat als tres grans premis nacionals de cinema: els Feroz, els Forqué i els Goya.
Forma part de l’Asociación Andaluza de Productoras de Cine (ANCINE). Va ser presidenta durant 2021 de l’Asociación Andaluza de Mujeres de los Medios Audiovisuales (AAMMA) i entén el cinema des del compromís polític.

## Filmografia
- Acariciando el aire, Matilde Coral (documental, 2016) Guió.
- Tierras solares (documental, 2018) Guió i Dirección[11]
- Llamando al cielo (documental, 2019) Guió.
- Se prohíbe el cante (documental, 2019) Guió.
- Antonio Machado. Los días azules (documental, 2020) Guió i Direcció.[12]
- Una vez más (largometraje de ficción, 2020) Producció i direcció de vestuari.[13]
- A las mujeres de España. María Lejárraga (2022).[14]

## Premis i nominacions
- 2020 Premi RTVA a Millor Cineasta d'Andalusia en el Festival de Huelva.[15]
- 2020 Premi IMAGENERA al Millor Llargmetratge, atorgat pel Centre d'Estudis Andalusos, per Antonio Machado. Los días azules.[16]
- 2020 Antonio Machado. Los días azules, nominat al Millor Llargmetratge Documental als Premis Forqué.[17]
- 2021 Premi ASFAAN a la trajectòria cinematogràfica.[18]
- 2021 Una vez más (Guillermo Rojas, 2019), 14 nominacions als Premis Goya.[13]
- 2021 6 Premis ASECAN del Cinema Andalús, per Antonio Machado. Los días azules.[19]
- 2021 Antonio Machado. Los días azules, 10 nominacions als Premis Goya.[20]
- 2022 Premi del Jurat al Millor Muntatge en el IX Festival Nou Cinema Andalús de Casares per A las mujeres de España. María Lejárraga.[21]
- 2023 35ns Premis ASECAN del Cinema Andalús en la categoria de No Ficció i Premi Música Original per A las mujeres de España. María Lejárraga.[22]
- 2023 A las mujeres de España. María Lejárraga, nominada en la XXVIII edició dels Premis Forqué.[23]
- 2023 A las mujeres de España. María Lejárraga, nominada als Premis Feroz.[24]
- 2023 Premi Carmen de l'Acadèmia de Cinema d'Andalusia al millor llargmetratge documental amb A las mujeres de España. María Lejárraga.[25]
- 2023 A las mujeres de España. María Lejárraga, nominada als Premis Goya.[26]